# Gerrit Jensen
Gerrit Jensen (ovl. Londen, 2 december 1715) was koninklijk meubelontwerper en meubelmaker in Londen. Hij werkte in de stijl van Louis XIV en wordt genoemd als de eerste die naam maakte als "cabinet-maker" of meubelmaker in Engeland. Zijn hoogwaardige marqueteriewerk bezorgde hem de bijnaam "de Engelse Boulle" naar zijn Franse tijdgenoot André-Charles Boulle. Jensen was echter vooral beïnvloed door Boulle's schoonvader Pierre Golle. De verfijning van de techniek die Boulle beroemd maakt, ontwikkelde Jensen op eigen houtje.

## Afkomst
Na de revolutie kwam in het kielzog van William en Mary een stroom immigranten naar Engeland. Velen van hen waren eerst uit het zuiden naar Amsterdam gevluchte hugenoten. Onder hen bevonden zich veel ambachtslieden. De familie Pelletier was op deze wijze verantwoordelijk voor de introductie van Parijse stofferingstechnieken in Londen. Jensen maakte mogelijk deel uit van de immigratiegolf. De naam van Gerrit Jensen wordt ook gespeld als Gerrard of Gerreit. Zijn naam is in de nagelaten documenten op veertien manieren gespeld, als hij de "Garrett Johnson" is die in 1667 het burgerschap van Londen kocht, en de "Gerrard Johnson" die in 1685 lid werd van de Joiners' Company.

## Werk
Jensen kreeg opdrachten van Karel II van Engeland, de eerste rekening is uit 1680 voor enkele meubels die ten geschenke werden gegeven aan de koning van Marokko. Nadat hij al vele koninklijke opdrachten had ontvangen, werd Jensen in 1689 door Willem III als eerste "Cabinet Maker in ordinary" aangesteld. In 1693 woonde hij in het centrum van Londen. Volgens de papieren had Jensen het monopolie op spiegels boven schoorstenen en damspiegels op de muurdammen tussen de ramen in de koninklijke paleizen. In Kensington Palace werkte hij samen met onder meer Grinling Gibbons. In 1697 leverde Jensen aan het hof "a chest of Drawers upon a frame... £3. 8s." en "a chest of Drawers upon balls... £2. lOs." Uit het prijsverschil blijkt dat een raamwerk als onderstel bewerkelijker was dan kogelpoten onder de kast.
Veel van zijn werk heeft de eeuwen niet overleefd, maar in Chatworth House staat een kabinet van Jensen, tafels met inlegwerk uit 1680 in Deene Park worden aan hem toegeschreven, en in Knole House staan een paar zilveren tafels van zijn hand. Op een eikenhouten onderstel verbeeldt hij er taferelen uit de Griekse mythologie. Ander werk is te zien in Boughton House, Hamilton Palace, Drayton House en elders.
Bij zijn overlijden bezat Jensen huizen in Londen en Kent en een landhuis in Hammersmith.
- Biografisch Portaal: 88840988
- Gemeinsame Normdatei: 12150557X
- RKD-Nederlands Instituut voor Kunstgeschiedenis: 89418
- Union List of Artist Names: 500109453
- Virtual International Authority File: 96501088